# رادوشوویتسه (ناحیه بنشوف)
رادوشوویتسه (به چکی: Radošovice) یک منطقهٔ مسکونی در جمهوری چک است که در ناحیه بنشوو واقع شده‌است. رادوشوویتسه ۸٫۰۱ کیلومتر مربع مساحت و ۳۲۳ نفر جمعیت دارد و ۴۰۵ متر بالاتر از سطح دریا واقع شده‌است.